# Heróis do Mar
Heróis do Mar (dt.: Helden der Meere) waren eine portugiesische Avantgarde-Pop-Band aus Lissabon.

## Geschichte

### 1979 bis 1980 (Gründung)
Nach der Auflösung der 1977 gegründeten Punkrock-Band Os (Fabulosos) Faíscas (dt.: die (fabelhaften) Blitze) gründete Pedro Ayres Magalhães mit anderen Bandkollegen 1979 die New Wave/Postpunk-Band Corpo Diplomático (dt.: Diplomatisches Korps). Nach deren Ende 1980 gründeten sie die Popband Heróis do Mar. Der Name ist den ersten Worten der Nationalhymne Portugals (A Portuguesa) entnommen. Der bewusst übersteigerte Gebrauch nationaler Symbole und Begriffe wurde fortan ein Markenzeichen der Gruppe, die sich musikalisch durch avantgardistische Popmusik auszeichnete. Ihr schillerndes, durchgestyltes Auftreten wurde wesentlicher Teil ihres durchdachten Marketingkonzepts, zusammen mit ihren nationalistischen Provokationen wenige Jahre nach der Nelkenrevolution und dem Fall des autoritären Estado Novo-Regimes.

### 1981 bis 1990 (Auflösung)
Ihre zeitgemäße, von New Wave, New Romantic und portugiesischen Musiktraditionen beeinflusste Popmusik fand wachsende Aufmerksamkeit, zuerst in Musikerkreisen, mit Auftritten u. a. im Rock Rendez-Vous, dann in der breiten Öffentlichkeit, auch dank ihrer polemischen Bandauftritte in Videoclips und bei Konzerten. 1982 erreichte ihre Single Amor Platin-Status, und die Band erlangte enorme Bekanntheit. Sie waren die erste portugiesische Band, die eine Goldene Schallplatte erhielt, und spielten auch international Konzerte, etwa mit Roxy Music in Paris 1982. Nach der Veröffentlichung der Single Paixão (dt.: Leidenschaft) 1983 nannten die britische Zeitschrift The Face und die französische Actuel sie die beste Band Europas.
Nach einigen weiteren erfolgreichen Veröffentlichungen durchschritt die Band eine kreative Krise, die sie anlässlich einer Reise nach Macau durch einen anschließenden längeren Aufenthalt dort lösten, von der sie mit einem neu produzierten Album zurückkamen. 1988 veröffentlichten sie schließlich ihr letztes Album, und nach einem letzten Konzert im Oktober 1989 stellte die Band ihre Aktivität 1990 ein.

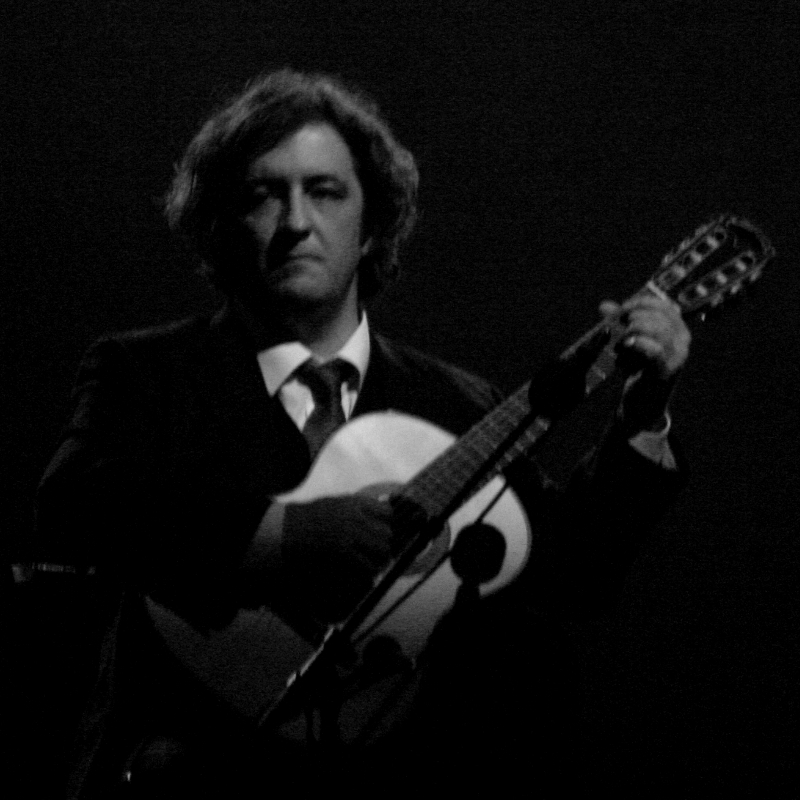
Heróis do Mar-Gründer Pedro Ayres Magalhães, 2005 mit Madredeus

### Seit 1990
Bis auf den Schlagzeuger Tozé Almeida, der die Fernsehfilm- und Werbefilm-Produktionsfirma Panavídeo gründete, verfolgten alle Bandmitglieder danach weiterführende Musiker-Karrieren. Der Sänger Rui Pregal da Cunha und der Gitarrist Paulo Pedro Gonçalves formten das Dance/Pop-Projekt LX 90 und nach Umzug nach London die Band Kick Out The Jams. Gonçalves gründete dort das Recycling-Modelabel Pavement, zu dessen Kundenkreis u. a. David Bowie und Blur zählten, und das an der Garderobe des Films Velvet Goldmine mitwirkte. Später kehrte er nach Lissabon zurück, wo er den Loja Crucifixo-Laden eröffnete. Pedro Ayres Magalhães und später Carlos Maria Trindade wurden die bestimmenden Mitglieder von Madredeus, der international erfolgreichsten portugiesischen Musikgruppe.
2007 drehte der Regisseur José Francisco Pinheira eine Dokumentation über die Band (Dança Brava, dt.: Wilder Tanz), und 2011 erschien in einer Box mit fünf CDs (mit allen Schallplattenaufnahmen), einer DVD (mit Videoclips und Auftritten) und einem Begleitbuch (mit Texten, Bildern und Informationen) die Gesamtausgabe des Werks der Band.

## Diskografie

### Alben
- 1981: Heróis do Mar (Polygram)
- 1983: Mãe (Polygram)
- 1984: O Rapto (Mini-LP, Polygram)
- 1985: A Lenda dos Heróis do Mar (1981–1984) (Best Of, Polygram)
- 1986: Macau (EMI)
- 1988: Heróis do Mar IV (EMI)
- 1992: Heróis do Mar Vol. 1 (1981–1982) (Best of, Polygram)
- 1992: Heróis do Mar Vol. 2 (1982–1984) (Best of, Polygram)
- 2001: Paixão (Best of, Universal)
- 2007: Amor – O Melhor Dos Heróis Do Mar (EMI)
- 2010: Heróis do Mar (CD+Comic der Serie BD Pop-Rock Português)
- 2011: Bandas Míticas, vol. 13 (Best of, EMI)
- 2011: Heróis do Mar 1981–1989 (Box mit 5 CDs, 1 DVD und 1 Begleitbuch, EMI)

### Singles
- 1981: Saudade/Brava Dança dos Heróis (Polygram)
- 1982: Amor/Amor (versão Nocturna) (Maxisingle, Polygram)
- 1982: Amor (Parte I)/Amor (Parte II) (Polygram)
- 1983: Paixão (Maxisingle, Polygram)
- 1983: Paixão/Cachopa (Versão Nova) (Polygram)
- 1984: O Rapto (Single und Maxisingle, Polygram)
- 1984: Amor (Hap Hap Happy Day)/Pasión (Promo-Single, Polygram)
- 1985: Alegria/A Glória do Mundo (Polygram)
- 1985: Alegria/A Glória do Mundo/Castelo de S. Jorge (Maxisingle, Polygram)
- 1986: Mad Mix / Fun Mix (Adriano Remix) (Maxisingle, Polygram)
- 1986: Fado/Fado (Versão a Guitarra) (EMI)
- 1987: Só No Mar/Canhões ... (EMI)
- 1987: O Inventor (Maxisingle, EMI)
- 1987: O Inventor/Homenagem (Maxisingle, EMI)
- 1988: Eu Quero (Mistura Possessiva)/Rossio/Eu Quero (Maxisingle, EMI)
- 1989: Africana/Eu Não Mereci/D.F.S. (Maxisingle, EMI)
- 2001: Paixão (Universal)